# برنامه توسعه توانایی‌های ارتباطی
برنامه توسعه قابلیت‌های ارتباطی یک برنامه ابتکاری از سوی دولت پادشاهی متحد برای افزایش امکان رهگیری و ذخیره پیام‌های هر فرد ساکن بریتانیا است. این برنامه شامل نگاشت هر تماس تلفنی، ایمیل و پیامک بین هر فرد ساکن بریتانیا می‌شود. اما محتوای ایمیل‌ها را ذخیره نمی‌کند. هدف این برنامه، نگاشت ارتباطات، فراتر از حوزه‌های ابزارهای ارتباط راه دور مرسوم و بر سکوی شبکه‌های اجتماعی مانند فیس‌بوک و توییتر است.
این برنامه، ابتکار دفتر امنیت و ضد تروریسم در دفتر میهن است. این دفتر ابتکارات مشابهی را در آخرین دولت حزب کارگر (بریتانیا) دنبال می‌کرد که به برنامه نوسازی رهگیری معروف بود که به نظر بعدها لغو شد. اما با روی کار آمدن نخستین دوره نخست‌وزیری دیوید کامرون در سال ۲۰۱۰ در بازنگری استراتژی دفاعی و امنیتی، بار دیگر احیا شد.
توسعه این برنامه، توسط سازمان دولتی تازه‌ای به نام اداره توانایی‌های ارتباطی است. در مارس سال ۲۰۱۰ گزارش شد که این اداره جدید در هر ماه ۱۴ میلیون پوند استرلینگ برای به اجرا رساندن این برنامه، خرج می‌کند.